# Pstrągówka
Pstrągówka ist eine Ortschaft mit einem Schulzenamt der Gemeinde Wiśniowa im Powiat Strzyżowski der Woiwodschaft Karpatenvorland in Polen.

## Geographie
Der Ort liegt im Strzyżów-Gebirge. Die Nachbarorte sind Szufnarowa im Nordosten, Wiśniowa im Südosten, Cieszyna im Süden, Stępina im Westen, sowie Jaszczurowa im Nordwesten.

## Geschichte
Im Lebuser Stiftregister aus dem Jahr 1405 wurde ein Ort in den Gütern von Kunice (siehe Geschichte von Wielopole Skrzyńskie) namens Busserhaw in der Nähe der Ortschaften Schuffnerhaw (Szufnarowa), Tzetzemi/Czeczemil…versus Kozegow (Cieszyna…gegenüber Kożuchów?) und Wiśniowa erwähnt, und zwar im Besitz der gleichen Herren von Wysnia Antiquum und Novum. Nach Feliks Kiryk beschrieb dieses Dokument in der Wirklichkeit die Situation nicht im frühen 15., sondern im frühen 14. Jahrhundert. Die Lage von Pstrągówka macht es zu einem Kandidaten für die Identifizierung mit Busserhaw. Im Jahr 1366 erhielt Wiśniowa (mit Busserhaw?) Mikołaj von Kożuchów, der Lieblingsverwande des Erzbischofs Jarosław Bogoria. Mikołaj erklärte, dass die dortigen 11 Ackerfelder (campos seu agros) im Wisłok-Tal zum Kloster Koprzywnica gehörten, darunter na pstrągowe – Pstrągówka? Der Ortsname Pstrągowka, die diminutive Form des Namens Pstrągowa (6 Kilometer nordöstlich von Pstrągówka), tauchte erst im Jahr 1419 auf. 1425 betraute Paszek (Paszko) Pogoria den adeligen Mikołaj Wierzba aus Grudna (Grudna Kępska oder Grudna in der Gmina Brzostek?) zur Besiedlung (Wiedergründung?) des Dorfs am Fluss Pstrągowa nach Deutschem Recht.
Das Dorf gehörte zur Adelsrepublik Polen-Litauen, Woiwodschaft Sandomir, Kreis Pilzno. Bei der Ersten Teilung Polens kam Pstrągówka 1772 zum neuen Königreich Galizien und Lodomerien des habsburgischen Kaiserreichs (ab 1804).
Nach dem Ende des Ersten Weltkriegs und dem Zusammenbruch der Habsburgermonarchie kam Pstrągówka 1918 zu Polen. Unterbrochen wurde dies nur durch die deutsche Besetzung Polens im Zweiten Weltkrieg. Nach dem Krieg wurde eine Baracke der Wehrmacht aus Stępina in eine Holzkirche in Pstrągówka umgebaut.
Von 1975 bis 1998 gehörte Pstrągówka zur Woiwodschaft Rzeszów.